# Museet för modern konst, Zagreb
Museet för modern konst (kroatiska: Muzej suvremene umjetnosti, akronym MSU) är ett konstmuseum i Zagreb i Kroatien. Det etablerades år 1954 och ligger sedan år 2009 i en för ändamålet uppförd byggnad vid Dubrovnikavenyn i Novi Zagreb. I museets samlingar finns samtidskonst och omkring 5 000 verk av lokala och internationella konstnärer som varit aktiva från 1910-talet och framåt.

## Historik
Museet för modern konst bär sina rötter från Zagrebs stadsgalleri (Galerija grada Zagreba) som grundades den 21 december 1954. Zagrebs stadgalleri bestod av Galleriet för modern konst, Fotografi- film- och TV-centret, Benko Horvats samlingar och Biblioteks- och dokumentationsavdelningen. I denna sammansättning verkade även Ateljé Meštrović och Galleriet för primitiv konst (sedermera Kroatiska museet för naiv konst). Museet verkade på två adresser i Övre staden och på grund av för små lokaler hade det aldrig en permanent utställning. År 2009 fattades beslutet att uppföra en ny museibyggnad i Zagreb för samtidskonsten.    

## Museibyggnaden

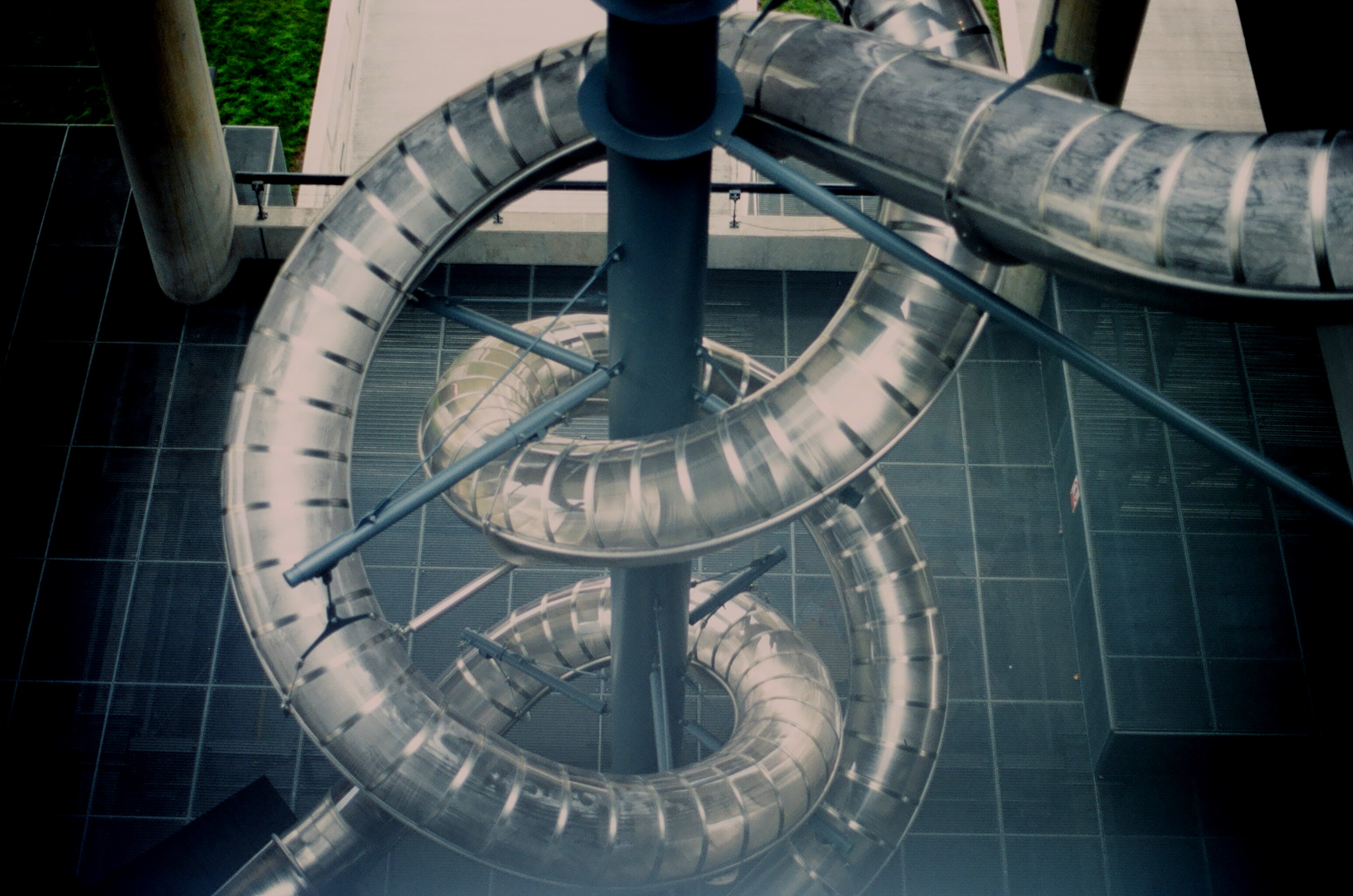
Carsten Höllers "Double Slide" specialtillverkades för museet.

År 2009 togs beslutet att uppföra en ny museibyggnad vid korsningen mellan Dubrovnikavenyn och Većeslav Holjevacs aveny i Novi Zagreb. Arkitekten Igor Franić fick i uppdrag att rita den nya byggnaden vars uppförande inleddes den 17 november 2003. Efter flera förseningar och till en kostnad av 450 miljoner HRK invigdes byggnaden den 11 december 2009. Byggnaden var då den invigdes den största, modernaste och mest välutrustade museibyggnaden i Kroatien. 
Byggnaden har en total yta på 14 600 m2, varav 3 500 m2 är reserverade för permanenta utställningar och omkring 1 500 m2 är avsedda för tillfälliga utställningar. I byggnaden finns även ett bibliotek, multimediahall, bokhandel, café och restaurang.